# Otávio (ur. 2002)
Otávio Ataíde da Silva (ur. 21 kwietnia 2002 w São Paulo) – brazylijski piłkarz występujący na pozycji środkowego obrońcy, od 2024 roku zawodnik portugalskiego Porto.